# Yellowcard
Yellowcard er et alternativt rock/pop punk-band dannet i 1997 i Jacksonville, Florida. Deres musik indeholder et enestående[kilde mangler] bidrag til genren ved brug af violin. 
 Deres nyeste album, When You're Through Thinking Say Yes, vil blive udgivet i marts 2011 i uge 12. Men allerede d. 18. Januar 2011 vil deres single med sangen For You and Your Denial blive udgivet .

## Medlemmer
- Ryan Key – Vokal, guitar (2000 – )
- Sean Mackin – Violin, bas, vokal (1997 – )
- Ryan Mendez – Guitar, vokal (2005 – )
- Longineu W. Parsons III – Trommer (1997 – )
- Sean O'Donnell – Bas, vokal (2010 – )

### Tidligere
- Ben Dobson – Vokal (1997 – 2000)
- Todd Clarry – Guitar, vokal (1997 – 2001)
- Warren Cooke – Bas (1997 – 2002)
- Alex Lewis – Bas (2003 – 2004)
- Ben Harper – Guitar (1997 – 2005)
- Peter Mosely – Bas, klaver, vokal (2002 – 2003, 2004 – 2007)

## Diskografi

### Studio Albums
- Midget Tossing (1997)
- Where We Stand (1999)
- One for the Kids (2001)
- Ocean Avenue (2003)
- Lights and Sounds (2006)
- Paper Walls (2007)
- When You're Through Thinking, Say Yes (2011)

### EP'er
- Still Standing (2000)
- The Underdog EP (2002)
- Deep Cuts (2009)

### Live Albums
- Sessions@AOL – EP (2004)
- Live from Las Vegas at the Palms (2008)